# 江口幸雄
江口 幸雄（えぐち ゆきお）は、日本の地方公務員。愛知県副知事（東三河担当）。中部大学国際関係学部客員教授。

## 人物・経歴
愛知県丹羽郡扶桑町出身。1977年に滝中学校に入学、その後滝高等学校を経て中央大学法学部を卒業。1988年愛知県庁に奉職、財政課主幹、総務課長、総務部長、議会事務局長などを経て、2022年4月から総務局長を務めた。2023年3月末で任期満了となる松井圭介の後任に江口を充てる人事案が愛知県議会に上程され、3月20日、同意された。4月1日付で東三河担当副知事に就任。妻は豊橋市（東三河）出身。副知事は江口のほか古本伸一郎（筆頭、トヨタ自動車出身）、佐々木菜々子（厚生労働省出身）、林全宏の3人がおり、4人体制で大村秀章の県政を支える。江口と林が県職員の出身。